# Janez Hribar (1918–1978)
Za druge osebe z istim imenom glej Janez Hribar.
Janez Hribar, slovenski prvoborec, partizan, častnik, politik in narodni heroj, * 8. oktober 1918, Podlipoglav, † 21. september 1978, Maribor.

## Življenjepis
Hribar je bil pred drugo svetovno vojno delavec na železnici. Po napadu na Kraljevino Jugoslavijo je bil med prvimi organizatorji OF v svojem kraju, julija 1941 se je pridružil »Molniški četi«. Član KPS je postal 1943. V partizanih je bil med drugim obveščevalec v II. grupi odredov. V Gubčevi brigad je bil naprej komandir čete in nato komandant bataljona, ter nato še komandant Gubčeve brigade. Po kapitulaciji Italije pa je bil med drugim komandant 15. in 18. divizije. Po osvoboditvi je bil v JLA med drugim komandant brigade narodne obrambe.